# Liquor cerebrospinalis

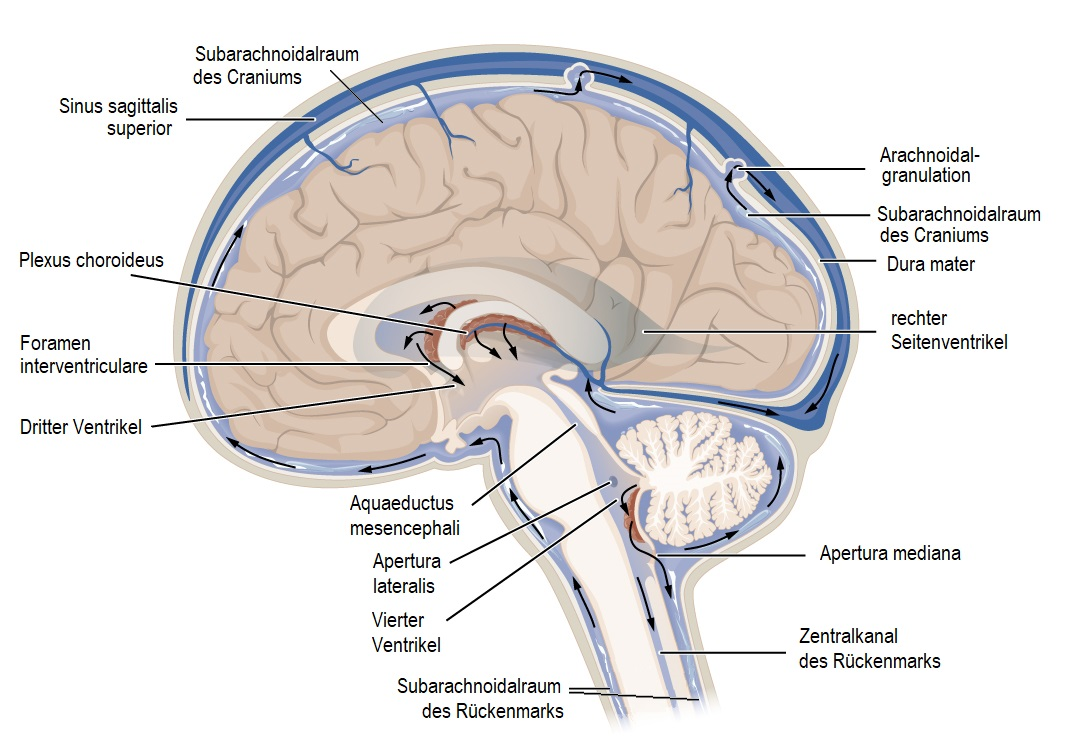
Strömung des Liquor cerebrospinalis von innerem zu äußerem Liquorraum

Der Liquor cerebrospinalis, kurz Liquor, fachsprachlich auch Cerebrospinalflüssigkeit (CSF) oder Gehirn-Rückenmark(s)-Flüssigkeit sowie umgangssprachlich (Ge)hirnwasser oder Nervenwasser genannt, ist eine normalerweise klare und farblose Körperflüssigkeit, die mit der Gewebsflüssigkeit des Gehirns in Verbindung steht und ihr in der Zusammensetzung sehr ähnlich ist. Der Liquor wird von speziell differenzierten Epithelzellen der Adergeflechte der Hirnkammern gebildet und in die Hirnventrikel abgegeben. Als Entdecker des Liquors und seiner Kommunikationswege gilt François Magendie.

## Zusammensetzung

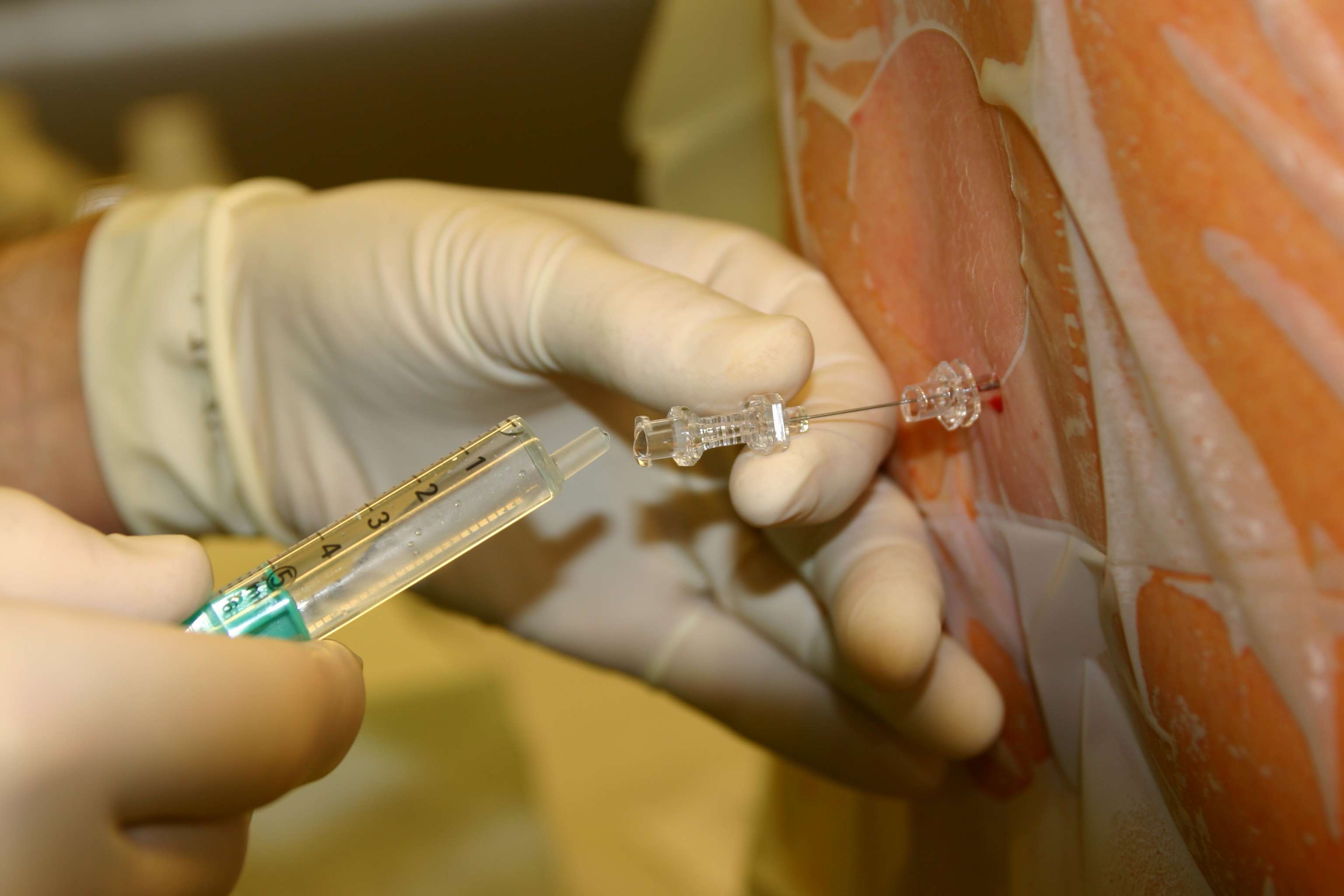
Rückfluss von Liquor bei der Durchführung einer Spinalanästhesie

Normaler Liquor ist wasserklar, farblos und enthält nur sehr wenige Zellen. Die meisten davon sind Lymphozyten (bis zu 3 pro µl Liquor) und in seltenen Fällen auch Monozyten. Die Lymphozyten sind überwiegend T-Lymphozyten, nur etwa ein Prozent der Lymphozyten im Liquor sind B-Lymphozyten (dagegen beträgt der Anteil der B-Lymphozyten an allen Lymphozyten im Blut etwa fünf bis zehn Prozent). Der Eiweißgehalt des Liquors liegt mit etwa 0,15 bis 0,45 Gramm je Liter Liquor deutlich unter dem durchschnittlichen Eiweißgehalt des Serums (75 Gramm je Liter). Diese Eigenschaft kann genutzt werden, um mithilfe einer parallelen Albuminmessung in Liquor und Serum eine Störung der Blut-Liquor-Schranke zu diagnostizieren. Der normale Zuckergehalt beträgt 50 bis 70 Prozent des Serum-Blutzuckerwertes.

## Druck
Der in den Plexus choroidei der vier Hirnventrikel produzierte Liquor füllt die Liquorräume aus, die beim erwachsenen Menschen normal etwa 125–150 ml fassen, und durchströmt sie. Der Volumenstrom beträgt etwa das vierfache Volumen pro Tag, das vorwiegend von den Arachnoidalzotten der Hirnhaut (Pacchionische Granulationen der Arachnoidea) aufgenommen wird und über die Sinus durae matris in venöse Gefäße abfließt. Der Druck in den Liquorräumen liegt normalerweise etwa 40–50 mmH2O über dem zentralen Venendruck und ist lageabhängig (Die Untersuchung der normalen und pathologischen Drücke begann 1916 mit den Druckversuchen durch Hans-Heinrich Georg Queckenstedt).
Gemessen wird der Liquoreröffnungsdruck (ED) zumeist nach einer Lumbalpunktion (LP) des liquorgefüllten Subarachnoidalraumes im Wirbelkanal, seltener subokzipital. Beim sitzenden sind die Werte etwa 12 mmH2O höher als beim liegenden Erwachsenen, wo sich die Normwerte in einem Bereich von 100–250 mmH2O (2,5- bzw. 97,5-Perzentile) bewegen. Neben pulssynchronen Pulsationen von 4–10 mmH2O treten auch atmungsabhängig Schwankungen auf; bei Lachen, Niesen, Husten, Pressen und körperlicher Anstrengung erhöht sich der Liquordruck. Die bei lumbaler Punktion in Seitenlage gemessenen Werte sind denen des intrakraniellen Drucks (ICP) ähnlich.
Bei einem Eröffnungsdruck unter 60 mmH2O besteht eine Liquor-Hypotension. Eine Verminderung des intrakraniellen Liquordrucks kann durch einen neurochirurgischen Eingriff, eine traumatische Eröffnung des Liquorraums oder auch spontan erfolgen. Die Inzidenz von spontaner intrakranieller Hypotension (SIH) wird auf jährlich etwa 5 von 100.000 Menschen geschätzt. Oft ist ein Liquorverlust durch bauchseitige Einrisse der harten Rückenmarkshaut (Dura mater spinalis) die Ursache. Weitere Möglichkeiten sind Divertikel an Wurzeln von Spinalnerven oder Liquor-Venen-Fisteln in der Umgebung der Nervenwurzeln. Doch in der Hälfte der Fälle kann kein Liquoraustritt bildgebend dargestellt werden. Ein Symptom ist ein Kopfschmerz im Stehen, der im Liegen geringer wird. Im Stehen wirkt sich der Unterdruck im Zentralnervensystem (ZNS) stärker aus und führt zu einem schmerzhaften Zug der Dura insbesondere der hinteren Schädelgrube.

Als Liquorrhoe (deutsch: Liquorfluss) wird allgemein das Austreten von Liquor aus dessen eröffneten Räumen bezeichnet, etwa bei einem offenen Schädelbasisbruch beispielsweise auch aus der Nase (Rhinoliquorrhoe). Ein verminderter Ausfluss von Liquor bei einer Punktion wird Hypoliquorrhoe, ein fehlender Austritt auch Aliquorrhoe genannt. Dem an der Punktionsstelle erniedrigten Liquordruck liegt eine verminderte Liquorproduktion zugrunde, die nach Schädel-Hirn-Traumata, einem subduralen Hämatom oder auch spontan entstehen kann. Eine übermäßige Liquorproduktion führt zu erhöhtem Liquordruck, was sich bei ungehinderter Liquorzirkulation unter Punktion als abnorm gesteigerte Liquorrhoe zeigt. Infolge des durch eine Liquorrhoe verlorenen Liquors kann es zu einem Liquorverlustsyndrom kommen; die gelegentlich nach einer Punktion auftretenden Kopfschmerzen werden auch als postpunktioneller Kopfschmerz bezeichnet.

## Anatomie
Der Liquorraum ist ein Verbund von flüssigkeitsführenden Räumen, die als innerer Liquorraum innerhalb von Gehirn und Rückenmark liegen (Ventrikelsystem) und als äußerer Liquorraum um das zentrale Nervensystem herum zwischen seinen Häuten bestehen (Subarachnoidalraum). Die Flüssigkeit durchströmt sehr langsam den gesamten Liquorraum und geht von den Bildungsstätten im inneren Liquorraum aus, den Plexus choroidei.

### Äußerer Liquorraum
Das im Wirbelkanal (Canalis vertebralis) liegende Rückenmark sowie das im Schädel (Cranium) liegende Gehirn werden von zwei weichen (Pia mater und Arachnoidea, Leptomeninges) und einer harten Hirn- bzw. Rückenmarkshaut (Dura mater, Pachymeninx) umgeben. Zwischen den beiden weichen Hirnhäuten gibt es einen Spaltraum, der Subarachnoidalraum genannt wird und durch den der Liquor cerebrospinalis zirkuliert.

### Innerer Liquorraum
Das Zentralnervensystem des Menschen geht wie bei anderen Chordatieren aus dem Neuralrohr hervor. Die inneren Liquorräume entsprechen dem Lumen des embryonalen Neuralrohrs.

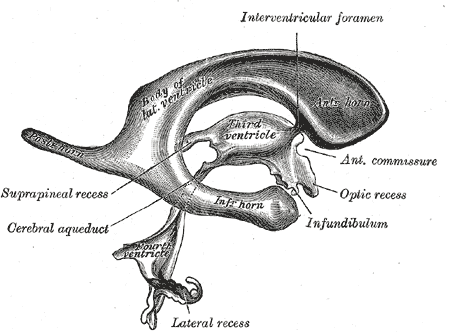
Ausguss des Ventrikelsystems
Seitenansicht von rechts

Im Rückenmark stellt der Zentralkanal (Canalis centralis) ein Überbleibsel des Neuralrohrlumens dar. Nach der Geburt spielt der Zentralkanal jedoch kaum eine Rolle mehr für den Abfluss des Liquors und verliert häufig seine Durchgängigkeit.
Im Gehirn entsteht durch verschiedene Entwicklungsphasen aus dem Lumen des Neuralrohrs ein hintereinandergeschaltetes System von Hohlräumen in Form von vier Hirnventrikeln:
- zwei Seitenventrikel (Ventriculi laterales) im Telencephalon (Großhirn)
- ein dritter Ventrikel (Ventriculus tertius) im Diencephalon (Zwischenhirn)
- ein vierter Ventrikel (Ventriculus quartus) im Rhombencephalon (Rautenhirn)

Die beiden Seitenventrikel stehen über je ein Foramen interventriculare (Foramina Monroi) mit dem dritten Ventrikel in Verbindung. Von dort zieht der Aquädukt (Aquaeductus mesencephali) zum vierten Ventrikel, dem kaudal der Zentralkanal des Rückenmarks angeschlossen ist. Das Ventrikelsystem steht im Bereich des Rautenhirns über zwei Aperturae laterales (Foramina Luschkae) sowie eine Apertura mediana (Foramen Magendii) mit dem Subarachnoidalraum in Verbindung. Über diese Öffnungen in der Wand des vierten Ventrikels gelangt der in den Plexus choroidei gebildete und in die Hirnventrikel abgegebene Liquor in den äußeren Liquorraum.

## Liquorbildung
Erwachsene Menschen haben, entsprechend dem Volumen des Liquorraumes, etwa 120 bis 200 ml Liquor. Diese werden größtenteils in den Ventrikeln von den speziell differenzierten Epithelzellen des Plexus choroideus mit einer Geschwindigkeit von etwa 0,3 bis 0,4 ml pro Minute gebildet, vorwiegend durch eine Ultrafiltration des Blutes. Pro Tag entstehen etwa 500 bis 700 ml Liquor. Inwieweit Ependymzellen an der Sekretion beteiligt sind, ist noch Gegenstand aktueller Forschung.

## Liquorresorption
Da täglich etwa 500–700 ml Liquor gebildet werden, muss dieser auch wieder resorbiert werden, da sonst der Hirndruck kontinuierlich ansteigen und ein Hydrocephalus („Wasserkopf“) entstehen würde. Der Liquor gelangt von den Seitenventrikeln über das jeweilige Foramen interventriculare in den dritten Ventrikel, dann über den Aquädukt in den vierten Ventrikel und von dort einerseits in den Zentralkanal des Rückenmarks und andererseits über die seitlichen Öffnungen (Foramina Luschkae) und die untere Öffnung (Foramen Magendii) in den äußeren Liquorraum, der dem Subarachnoidalraum entspricht. Für die Resorption sind Ausstülpungen der Arachnoidea verantwortlich, die im Schädel in die venösen Blutleiter der Dura mater ragen und Arachnoidalzotten (Pacchioni-Granulationen, Granulationes arachnoideae) genannt werden. Analog befinden sich auch in den Wurzeltaschen, die die Spinalnervenwurzeln umgeben, kleine Ausstülpungen, über die der Liquor in Venen filtriert wird.
Im Bereich der Wurzeltaschen geht die Arachnoidea in das Perineurium über. Über diese Verbindung fließen pro Stunde einige Milliliter des Liquors entlang der Hirnnerven und Spinalnerven in die Peripherie ab, wo er durch das Lymphsystem resorbiert wird.

## Funktionen des Liquors

### Allgemein
Das Liquor schützt und entlastet – zusammen mit den Hirn- und Rückenmarkshäuten – das Gehirn, das Rückenmark und deren umgebende Strukturen, z. B. Schädelknochen. Durch den Auftrieb und die damit einhergehende Gewichtsverteilung in der Flüssigkeit werden punktuelle mechanische Belastungen vermieden. Auf diese Weise werden Stöße gedämpft, aber auch permanenter Druck reduziert bzw. verteilt. Zudem wird damit verhindert, dass das Rückenmark sich durch sein Eigengewicht nach unten zieht.
Neben diesen physikalischen Funktionen sind mögliche Ernährungsfunktionen und eine Beteiligung an Signalkaskaden Gegenstand aktueller Forschung.

### Entsorgungssystem des Gehirns
Der zirkulierende Liquor ist auch ein Transportmedium, insbesondere für den Mikro-Kreislauf des Gehirns zur Beseitigung nicht verwertbarer organischer Rückstände. Er gehört somit zu dem 2012 entdeckten glymphatischen System.
Die Arterien des Zentralnervensystems (ZNS) haben nach dem Eintritt durch die Hirnhaut rund um ihre Außenwand einen zusätzlichen Flüssigkeitsraum, den perivaskulären Raum (Spatium perivasculare), der für die Blutgefäße im ZNS auch die Bezeichnung Virchow-Robin-Raum trägt. Durch diesen Raum gelangt in einem ständigen Strom – angetrieben durch die vom Pulsschlag ausgelösten Wellenbewegungen der Arterienwände – ein kleiner Teil des Liquor aus dem Subarachnoidalraum in alle Bereiche des ZNS.
Dort wird er mit Hilfe der Glia (Stützzellen) verteilt und fließt am Ende – unter Mitnahme von Abfallstoffen – wieder ab, vermutlich teilweise direkt in spezielle Gefäße der Dura mater, nämlich in die dortigen – 2015 entdeckten – Auffanggefäße des lymphatischen Systems. Der Abtransport aus dem Gehirn heraus erfolgt durch den perivaskulären Raum rund um die Außenwände der Venen. Zu welchem Anteil eine Einspeisung in die Lymphgefäße der Dura mater oder die weiter entfernten Lymphbahnen am Hals besteht, ist noch nicht geklärt (Stand 2017).

## Diagnostik

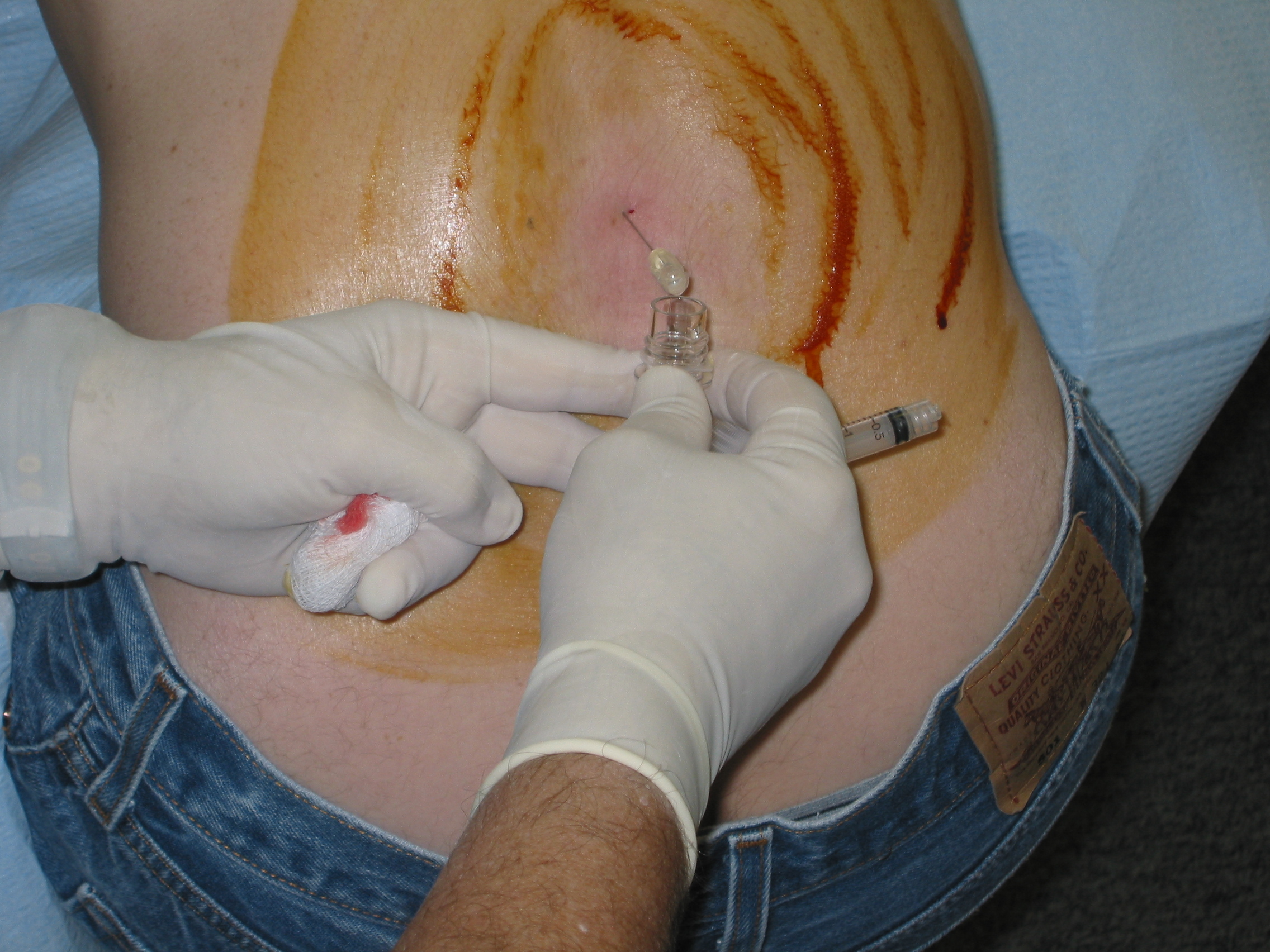
Lumbalpunktion

Liquor (in der alten Medizin mit phlegma, dem kalt-feuchten „Schleim“ der Humoralpathologie gleichgesetzt), welcher erstmals durch den italienischen Anatomen Domenico Cotugno (1736–1822) im modernen Sinne beschrieben worden ist, kann zu diagnostischen Zwecken (zur Erstellung eines Liquorbefundes) durch eine Punktion des Spinalkanals gewonnen werden (Liquorentnahme). Eine solche Punktion wird vor allem zur Nervenwasseruntersuchung bei Verdacht auf eine Entzündung im Bereich des Nervensystems durchgeführt (Meningitis, Enzephalitis, Enzephalomyelitis, Myelitis, Polyradikulitis), wie sie zum Beispiel im Rahmen einer Infektion des Gehirns oder Rückenmarks durch Bakterien, Viren, Pilze, Parasiten oder einer Autoimmunerkrankung (z. B. Multiple Sklerose) auftritt. Kleinere Subarachnoidalblutungen kann man manchmal nur durch eine Liquoruntersuchung nachweisen.
Entzündungen des Gehirngewebes oder der Hirnhäute (Meningitis) verändern die Liquor-Zusammensetzung: Die Zellzahl nimmt zu (Pleozytose), die Eiweißkonzentration steigt an, der Zucker im Liquor sinkt ab, Laktat steigt an. Des Weiteren kommt es im Liquor relativ zum Blut zu einem Anstieg der Immunglobuline. Dies wird unter Nutzung des Reiber-Diagrammes festgestellt.
Neben einer Zunahme der Zellzahl kann sich durch pathologische Prozesse auch die Zusammensetzung des Zellkompartiments verändern. So kommt es bei bakteriellen Hirnhautentzündungen zu einer massiven Invasion von neutrophilen Granulozyten in den Liquorraum, während sie physiologischerweise dort nicht anzutreffen sind. Hingegen wandern bei viral verursachten Entzündungsprozessen bevorzugt Lymphozyten in den Liquorraum. Weiterhin lässt auch die mikroskopisch beurteilte Zellmorphologie Rückschlüsse auf das Alter und den Aktivierungsstand von Zellen zu.
Manchmal lassen sich die Erreger (Bakterien, Viren) direkt nachweisen. Einen viralen Infekt erkennt man häufig nur indirekt durch die im Liquor im Vergleich zum Blut höhere spezifische Antikörper-Konzentration.
Wenn Tumorzellen im Liquor nachweisbar sind, ist dies ein Hinweis für einen Tumorbefall der Hirnhäute (Meningen). Man spricht dann von einer Meningeosis neoplastica. Untergruppen der Meningeosis neoplastica sind beispielsweise bei Karzinomerkrankungen eine Meningeosis carcinomatosa, bei Leukämien eine Meningeosis leukaemica oder bei Lymphomen eine Meningeosis lymphomatosa.
Auch in der Beurteilung der Alzheimer-Krankheit können Substanzen wie Amyloid-β (Aβ)(1-42), T-tau und P-tau als diagnostische Marker im Liquor erhoben werden.
Makroskopische Beurteilung:

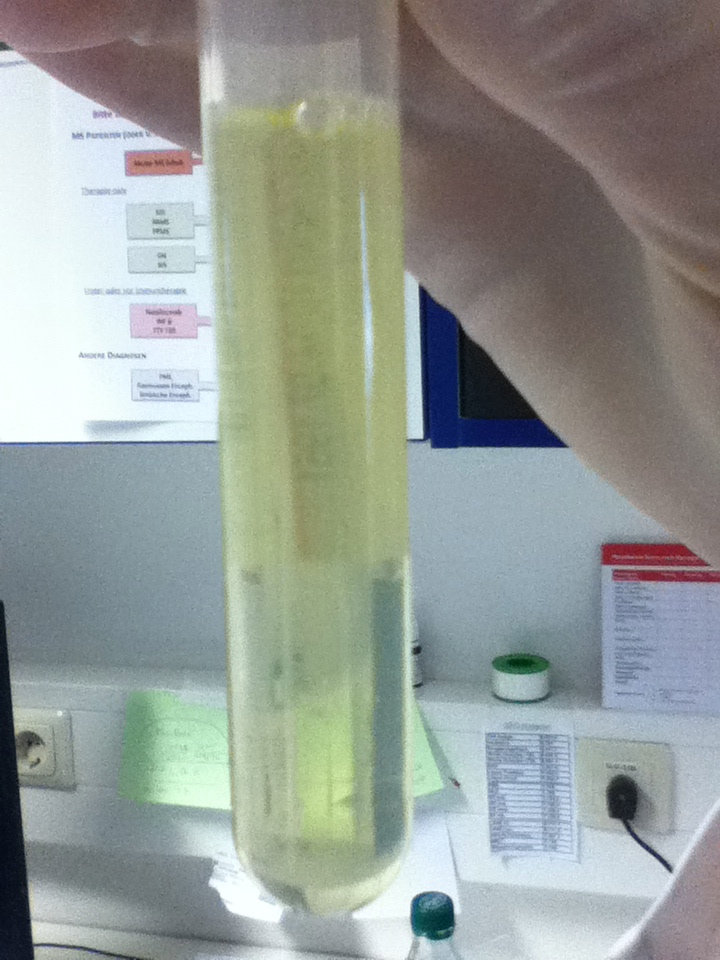
Xanthochromer Liquor

Zur optischen Beurteilung des Liquors direkt nach seiner Gewinnung, hat sich die „Drei-Gläser-Probe“ bewährt. Dabei wird der Liquor in drei Reagenzgläsern fraktioniert. So lässt sich schon bei der Entnahme ein Artefakt durch Einbluten aus der Einstichstelle bei der Punktion von einer Subarachnoidalblutung unterscheiden, wenn das letzte Röhrchen klar bleibt.
Beurteilt werden Trübung und Färbung. Normaler Liquor ist klar und farblos. Sind deutlich erhöhte Leukozytenzahlen vorhanden, wird der Liquor leicht trüb bis hin zu sahnig/rahmig. Stark erhöhte Eiweißwerte führen zu einer gelblichen Färbung. Ebenso gelblich erscheint der Liquor bei älteren Subarachnoidalblutungen, nachdem sich die roten Blutbestandteile (Erythrozyten) am Grund abgesetzt haben.
Auf diese Weise kann man grob, aber schnell, folgende wichtige Informationen erhalten:
| Aussehen                                           | mögliche Rückschlüsse                  |
| -------------------------------------------------- | -------------------------------------- |
| leichte bis mäßige Trübung                         | Leukozytenzahl erhöht                  |
| starke Trübung (rahmig, sahnig), höhere Viskosität | klassisch bakteriell,                  |
| gelblich (xanthochrom)                             | Eiweißgehalt stark erhöht, Stoppliquor |
| rötlich trüb                                       | Erythrozyten, durch Blutung            |